# Not Like the Movies
«Not Like the Movies» — промосингл американской певицы и автора песен Кэти Перри. Песня была написана Кэти Перри для её второго студийного альбома «Teenage Dream», в то время как её продюсером и соавтором был Greg Wells. Релиз состоялся 3 августа 2010 года лейблом Capitol Records в качестве первого альбомного промосингла. Песня написана в стиле Тин-поп и Поп-баллады, от первого лица девочки-подростка. Лирически, девушка рассматривает её в первый раз и как «это неправильно». Она понимает через этот опыт, что её «принц» все ещё там и ждет её. Она была написана, когда Кэти Перри начала встречаться со своим бывшим мужем, Расселом Брендом.
«Not Like the Movies», получила позитивные отзывы от музыкальных критиков, которые назвали её мощной и любовной песней, как хорошо созерцательную балладу, но заметили, что лирика песни делает только минимальные отсылки на Рассела Брэнда. «Not Like the Movies» достигла умеренного успеха. Песня достигла пика в US Billboard Hot 100, попав на 53 место, и стала номером 41 в Canadian Hot 100 chart. Кэти Перри исполняла песню во время тура «California Dreams Tour»(2011). Она также исполнила песню на 53-й церемонии премии Грэмми 13 февраля 2011 года.

## Концепция
В интервью с YouTube об альбоме Teenage Dream в августе 2010 года Кэти Перри рассказала, что это была первая песня для альбома, написанная ей после завершения первого мирового тура Hello Katy Tour. Продюсером и соавтором песни был Greg Wells, который ранее работал с певицей над песнями с альбома One of the Boys. Кэти считает, что это песня в двух частях, потому что она начала работать над Not Like the Movies до того, как встречалась с Расселом Брэндом, а закончила после того, как они начали встречаться. Она заявила, что это «действительно особенная» песня для неё, потому что первая часть трека — это история, которую она должна была выпустить, которая утверждала знать то, что ты на самом деле не знаешь. Перри позже выразила облегчение возможности выразить все в Not like the Movies.

## Композиция
«Not Like the Movies» — это teen-pop баллада, которая длится четыре минуты и одну секунду. Песня состоит в A? majo, и устанавливается во времени подписи общего времени, с умеренным темпом 100 ударов в минуту. Вокал Перри, в диапазоне охватывает октавы, более F3 до E?5. Песня имеет последовательность A?5-Fm7-Cm-E? аккорда. Лирически «Not Like the Movies» — это песня о любовной связи, где женщина не чувствует себя любимой и по-прежнему ждет мужчину своей мечты, или «прекрасного принца», подметил Terra. Chris Ryan из MTV News интерпретировал песню как песню о том, как любовь не соответствует вашим ожиданиям, и никогда по настоящему не напоминает «кинематографическую волшебную любовь на большом экране».
PopMatters, сотрудник писателя Steve Leftridge, считает, что трек имеет «ho-hum» мелодию. Эту мелодию сравнили с песней Britney Spears: «Everytime», и с песней Evanescence: «My Immortal». Репортер журнала Portrait Magazine, учитывая, что это будет самой медленной песней, с альбома: «Teenage Dream», сказал, что она хорошо сопоставляется с другими треками. «Она берет всю энергию, от остального альбома, с быстро бьющимся сердцем и подавляющее чувство любви, и замедляет все это вниз песню, о поисках любви».

## Реакция
Отзывы критиков на композицию «Not Like The Movies», в большей части, были положительными. Билл Лэмб(About.com), прокомментировал, что «Not Like The Movies», «еще одна мощная песня и на этот раз, замедляющей вещи в этой созерцательной балладе.» Крис Раян(MTV), сказал, что песня «прекрасная», но отметил, что лирика почти не относится к её бывшему мужу Расселу Бренду. Елиза Гаднер(USA Today), сказала следующее: «Not Like The Movies», «непреодолимая властная баллада», и порекомендовала читателям приобрести песню. Писатели Portrait Magazine заявили, что «Not Like The Movies», прекрасно завершает альбом и что песня демонстрирует хороший голос певицы.
Хоть и, «Not Like The Movies», был выбран в качестве промосингла, но все же удалось вывести композицию в музыкальные чарты, основываясь на цифровых продажах. За неделю после выхода, «Not like the Movies», дебютировала на 53-м месте, в US Billboard Hot 100, и оставался в чарте одну неделю. Композиции, так же удалось попасть в Hot Digital Songs, под пиком 22 место, с продажами 57,00 цифровых загрузок. В Canadian Hot 100, песня достигла пика 41 место.

## Живые исполнения

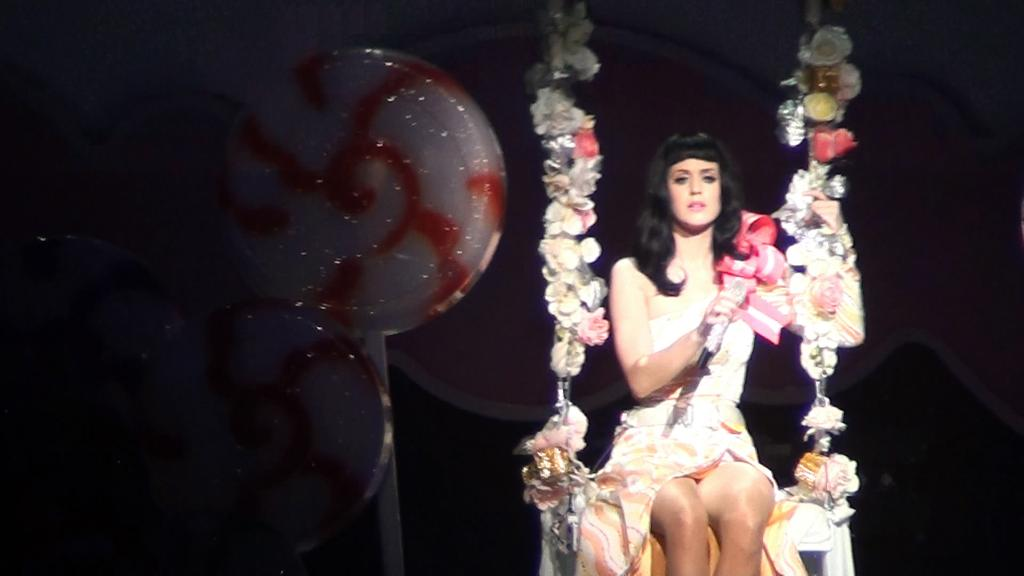
Исполнение, на «California Dreams Tour»

Кэти включила песню в трек-лист, её 2-го мирового тура: «California Dreams Tour». Во время исполнения, она садилась на качели из цветков, которые поднимаются вверх. В это время, пузырьковая машина начинает работать и простыня висит и показывают кадры из мультфильмов. В Аризоне, Ed Masley’s написал, что исполнение «Not like tyhe Movies» — было «сладким».
Так же, песня исполнялась, на 53-й церемонии Грэмми.

## Цифровая загрузка
- Трек Лист

1. «Not Like the Movies» — 4:01

## Запись
- Katy Perry — автор, вокал
- Greg Wells — автор, продюсер, ударные, пианино, мастеринг.
- Lewis Tozour — запись
- Serban Ghenea — микс
- John Hanes — микширование
- Tim Roberts — ассистент

## Чарты
| Чарт                      | Пиковая позиция |
| ------------------------- | --------------- |
| US Billboard Hot 100      | 53              |
| Canada (Canadian Hot 100) | 41              |